# Sofiane Guitoune
Sofiane Guitoune (Argel, 27 de marzo de 1989) es un exjugador francés de rugby. Jugó en la Selección de rugby de Francia y su posición en el campo era de zaguero.

## Carrera

### Clubes
Comenzó su carrera con Agen, pasó dos temporadas con Albi antes de pasarse al USA Perpignan en 2012. Durante dos temporadas jugó para el club Bordeaux-Bègles en el Top 14, hasta 2016 cuando dicho por el Stade Toulousain donde permaneció 8 temporadas hasta 2024, cuando anunció su retirada.

### Internacional
Debutó con la selección de rugby de Francia contra Tonga en Le Havre el 16 de noviembre de 2013. Seleccionado para jugar la Copa Mundial de Rugby de 2015, en el segundo partido de la fase de grupo, contra Rumanía, logró dos ensayos, contribuyendo así a la victoria de su equipo 38-11.